# Burg Oberwössingen
Die Burg Oberwössingen ist eine abgegangene Wasserburg im Ortsteil Wössingen der Gemeinde Walzbachtal im Landkreis Karlsruhe im Baden-Württemberg.
Die Burg wurde von den Herren von Wössingen (derer „von Wesingen“, vermutlich Lehnsleute der Markgrafen) erbaut und 1791 abgebrochen. Ehemalige Besitzer waren auch die Markgrafen von Baden und ab 1681 die Freiherren von Saint-André. Von der ehemaligen Burganlage sind nur noch die im 17. Jahrhundert erbauten Wirtschaftsgebäude (Meierei) erhalten.